# Gemmulina botryosa
Gemmulina botryosa är en svampart som först beskrevs av Descals, och fick sitt nu gällande namn av Descals & Marvanová 1999. Gemmulina botryosa ingår i släktet Gemmulina, divisionen sporsäcksvampar och riket svampar.   Inga underarter finns listade i Catalogue of Life.